# Československá hokejová reprezentace v sezóně 1991/1992
Československá hokejová reprezentace v sezóně 1991/1992 sehrála celkem 37 zápasů.

## Přehled mezistátních zápasů
| Pořadí | Datum              | Soupeř    | Výsledek                     | Soutěž                    | Místo utkání          |
| ------ | ------------------ | --------- | ---------------------------- | ------------------------- | --------------------- |
| 1120.  | 26. srpna 1991     | Kanada    | 3:5 (1:3, 2:0, 0:2)          | přátelsky                 | Saskatoon             |
| 1121.  | 28. srpna 1991     | USA       | 3:6 (1:2, 1:0, 1:4)          | přátelsky                 | Saskatoon             |
| 1122.  | 31. srpna 1991     | SSSR      | 5:2 (3:0, 1:0, 1:2)          | Kanadský pohár 1991       | Saskatoon             |
| 1123.  | 2. září 1991       | Finsko    | 0:1 (0:0, 0:0, 0:1)          | Kanadský pohár 1991       | Saskatoon             |
| 1124.  | 5. září 1991       | USA       | 2:4 (1:2, 0:1,1:1)           | Kanadský pohár 1991       | Detroit               |
| 1125.  | 7. září 1991       | Kanada    | 2:6 (1:4, 1:1, 0:1)          | Kanadský pohár 1991       | Montreal              |
| 1126.  | 9. září 1991       | Švédsko   | 2:5 (0:1, 2:2, 0:2)          | Kanadský pohár 1991       | Toronto               |
| 1127.  | 2. listopadu 1991  | Kanada    | 3:5 (0:2, 1:2, 2:1)          | přátelsky                 | Liberec               |
| 1128.  | 3. listopadu 1991  | Kanada    | 4:6 (1:3, 1:2, 2:1)          | přátelsky                 | Ústí nad Labem        |
| 1129.  | 7. listopadu 1991  | Švédsko   | 4:6 (2:3, 0:1, 2:2)          | Deutschland Cup 1991      | Frankfurt nad Mohanem |
| 1130.  | 9. listopadu 1991  | SSSR      | 3:6 (1:2, 0:1, 2:3)          | Deutschland Cup 1991      | Frankfurt nad Mohanem |
| 1131.  | 10. listopadu 1991 | Německo   | 3:4 (1:1, 1:2, 1:1)          | Deutschland Cup 1991      | Frankfurt nad Mohanem |
| 1132.  | 20. prosince 1991  | Finsko    | 1:1 (0:1, 1:0, 0:0)          | přátelsky                 | Trenčín               |
| 1133.  | 21. prosince 1991  | Finsko    | 5:2 (1:1, 3:0, 1:1)          | přátelsky                 | Bratislava            |
| 1134.  | 30. ledna 1991     | SNS II    | 0:2 (0:2, 0:0, 0:0)          | Švédské hokejové hry 1992 | Stockholm             |
| 1135.  | 31. ledna 1991     | Švédsko   | 3:2 (0:1, 0:0, 3:1)          | Švédské hokejové hry 1992 | Stockholm             |
| 1136.  | 2. února 1992      | Kanada    | 1:3 (0:0, 0:1, 1:2)          | Švédské hokejové hry 1992 | Stockholm             |
| 1137.  | 8. února 1992      | Norsko    | 10:1 (4:0, 5:1, 1:0)         | Zimní olympijské hry 1992 | Albertville           |
| 1138.  | 10. února 1992     | Francie   | 6:4 (0:2, 4:1, 2:1)          | Zimní olympijské hry 1992 | Albertville           |
| 1139.  | 12. února 1992     | SNS       | 4:3 (2:1, 0:1, 2:1)          | Zimní olympijské hry 1992 | Albertville           |
| 1140.  | 14. února 1992     | Kanada    | 1:5 (0:1, 1:2, 0:2)          | Zimní olympijské hry 1992 | Albertville           |
| 1141.  | 16. února 1992     | Švýcarsko | 4:2 (1:1, 1:1, 2:0)          | Zimní olympijské hry 1992 | Albertville           |
| 1142.  | 19. února 1992     | Švédsko   | 3:1 (1:1, 0:0, 2:0)          | Zimní olympijské hry 1992 | Albertville           |
| 1143.  | 21. února 1992     | Kanada    | 2:4 (1:2, 1:0, 0:2)          | Zimní olympijské hry 1992 | Albertville           |
| 1144.  | 22. února 1992     | USA       | 6:1 (2:0, 1:0, 3:1)          | Zimní olympijské hry 1992 | Albertville           |
| 1145.  | 18. dubna 1992     | Norsko    | 8:1 (2:1, 2:0, 4:0)          | přátelsky                 | Oslo                  |
| 1146.  | 19. dubna 1992     | Norsko    | 7:3 (1:0, 1:2, 5:1)          | přátelsky                 | Oslo                  |
| 1147.  | 25. dubna 1992     | Švédsko   | 3:0 (0:0, 2:0, 1:0)          | přátelsky                 | Piešťany              |
| 1148.  | 26. dubna 1992     | Francie   | 4:1 (1:0, 2:0, 1:1)          | přátelsky                 | Piešťany              |
| 1149.  | 28. dubna 1992     | Norsko    | 6:1 (2:0, 3:1, 1:0)          | Mistrovství světa 1992    | Bratislava            |
| 1150.  | 30. dubna 1992     | Francie   | 3:0 (0:0, 1:0, 2:0)          | Mistrovství světa 1992    | Bratislava            |
| 1151.  | 1. května 1992     | Rusko     | 2:4 (0:2, 2:1, 0:1)          | Mistrovství světa 1992    | Bratislava            |
| 1152.  | 3. května 1992     | Kanada    | 5:2 (2:1, 1:1, 2:0)          | Mistrovství světa 1992    | Praha                 |
| 1153.  | 4. května 1992     | Švýcarsko | 2:0 (0:0, 1:0, 1:0)          | Mistrovství světa 1992    | Praha                 |
| 1154.  | 7. května 1992     | USA       | 8:1 (4:0, 2:1, 2:0)          | Mistrovství světa 1992    | Praha                 |
| 1155.  | 9. května 1992     | Finsko    | 2:3 (0:0, 2:1, 0:1 – 0:2 sn) | Mistrovství světa 1992    | Praha                 |
| 1156.  | 10. května 1992    | Švýcarsko | 5:2 (2:0, 0:2, 3:0)          | Mistrovství světa 1992    | Praha                 |

## Bilance sezóny 1991/92
| Soupeř    | Zápasy | Výhry | Remízy | Prohry | Skóre   |
| --------- | ------ | ----- | ------ | ------ | ------- |
| Finsko    | 4      | 1     | 1      | 2      | 8:7     |
| Francie   | 3      | 3     | 0      | 0      | 13:5    |
| Kanada    | 8      | 1     | 0      | 7      | 21:36   |
| Německo   | 1      | 0     | 0      | 1      | 3:4     |
| Norsko    | 4      | 4     | 0      | 0      | 31:6    |
| Rusko     | 1      | 0     | 0      | 1      | 2:4     |
| SNS       | 2      | 1     | 0      | 1      | 4:5     |
| SSSR      | 2      | 1     | 0      | 1      | 8:8     |
| Švédsko   | 5      | 3     | 0      | 2      | 15:14   |
| Švýcarsko | 3      | 3     | 0      | 0      | 11:4    |
| USA       | 4      | 2     | 0      | 2      | 19:12   |
| Celkem    | 37     | 19    | 1      | 17     | 135:105 |

## Přátelské mezistátní zápasy
Československo -  Kanada 	3:5 (1:3, 2:0, 0:2)
26. srpna 1991 - Saskatoon

Branky a nahrávky Československa: 2:43 Jaromír Jágr (Jiří Látal, Robert Reichel), 24:08 Ľubomír Kolník (Zdeno Cíger), 31:36 Ľubomír Kolník (Zdeno Cíger).

Branky a nahrávky Kanady: 18:08 Steve Yzerman, 18:24 Claude Lemieux (Gary Roberts, Steve Yzerman), 18:56 Brendan Shanahan (Adam Oates, Russ Courtnall), 43:42 Luc Robitaille (Adam Oates), 50:37 Theoren Fleury (Steve Thomas).

Rozhodčí: Kevin Muench (CAN)
ČSFR: Dominik Hašek – Leo Gudas, František Kučera, Jaromír Látal, František Musil, Richard Šmehlík, Jerguš Bača, Jiří Šlégr, Kamil Prachař – Tomáš Jelínek, Michal Pivoňka, Richard Žemlička – Jaromír Jágr, Robert Reichel, Kamil Kašťák – Ľubomír Kolník, Robert Kron, Zdeno Cíger – Žigmund Pálffy, Josef Beránek, Martin Ručinský.
 Československo -  USA 	3:6 (1:2, 1:0, 1:4)
29. srpna 1991 - Saskatoon

Branky a nahrávky Československa: 5:58 Ľubomír Kolník (Zdeno Cíger), 25:35 Tomáš Jelínek (Michal Pivoňka), 49:26 Zdeno Cíger (Žigmund Pálffy, Josef Beránek).

Branky a nahrávky USA: 2:18 Craig Wolanin (Brett Hull, Kevin Miller), 13:57 Turcotte, 43:31 Kevin Miller (Craig Janney), 46:33 Mike Modano (Chris Chelios, Brett Hull), 51:21 Gary Suter (Brett Hull, Kevin Miller), 53:44 Jeremy Roenick (Doug Brown, Norton).
ČSFR: Dominik Hašek (30. Oldřich Svoboda) – Leo Gudas, František Kučera, Jaromír Látal, František Musil, Richard Šmehlík, Jerguš Bača, Jiří Šlégr, Kamil Prachař – Tomáš Jelínek, Michal Pivoňka, Richard Žemlička – Jaromír Jágr, Robert Reichel, Kamil Kašťák – Ľubomír Kolník, Robert Kron, Zdeno Cíger – Žigmund Pálffy, Josef Beránek, Martin Ručinský.
 Československo -  Kanada 	3:5 (0:2, 1:2, 2:1)
2. listopadu 1991 - Liberec

Branky a nahrávky Československa: 31. Kamil Kašťák (Ľubomír Kolník), 53. Ľubomír Kolník (Robert Lang), 58. Petr Hrbek.

Branky a nahrávky Kanady: 5. Adrien Plavsic (Joé Juneau), 15. Graves, 38. Randy Smith (Joé Juneau), 40. Eric Lindros, 53. Randy Smith (Joé Juneau).

Rozhodčí: Vincent Moreno (SUI) – Václav Český (TCH), Alexandr Fedoročko (TCH)

Vyloučení: 2:6 (využití 0:2)
ČSFR: Oldřich Svoboda – Richard Šmehlík, Josef Řezníček, Róbert Švehla, Petr Kuchyňa, Ľubomír Sekeráš, Jiří Šlégr, Michal Mádl, Radomír Brázda – Žigmund Pálffy, Petr Hrbek, Richard Žemlička – Petr Kořínek, Jaroslav Otevřel, Radek Kampf – Ľubomír Kolník, Robert Lang, Kamil Kašťák – Patrik Augusta, Peter Veselovský.
Kanada: Sean Burke – Dan Ratushny, Adrien Plavsic, Brad Schlegel, Jason Woolley, Kevin Dahl, Curt Giles – Joé Juneau, Kent Manderville, Randy Smith – Dave Archibald, Eric Lindros, Chris Lindberg – Todd Brost, Fabian Joseph, Stéphane Roy – Normand Lacombe, Steve Graves, Scott Scissons.
 Československo -  Kanada 	4:6 (1:3, 1:2, 2:1)
3. listopadu 1991 - Ústí nad Labem

Branky a nahrávky Československa:  14. Richard Žemlička (Petr Hrbek), 25. Radek Kampf (Kořínek), 43. Róbert Švehla (Žigmund Pálffy, Jiří Šlégr), 44. Radek Kampf (Kořínek).

Branky a nahrávky Kanady: 1. Chris Lindberg, 4. Woodley (Fabian Joseph), 8. Dave Archibald (Eric Lindros), 33. Eric Lindros (Dave Archibald), 34. Todd Brost (Roy, Fabian Joseph), 58. Eric Lindros.

Rozhodčí: Vincent Moreno (SUI) – Václav Český (TCH), Ladislav Rouspetr (TCH)

Vyloučení: 2:7 (využití 0:1, v oslabení 0:1)
ČSFR: Milan Hnilička (8. Jaromír Dragan) – Róbert Švehla, Petr Kuchyňa, Jiří Šlégr, Ľubomír Sekeráš, Richard Šmehlík, Josef Řezníček, Radomír Brázda, Michal Mádl – Žigmund Pálffy, Petr Hrbek, Richard Žemlička – Ľubomír Kolník, Robert Lang, Kamil Kašťák – Petr Kořínek, Jaroslav Otevřel, Radek Kampf – Patrik Augusta, Peter Veselovský, Igor Liba.
Kanada: Trevor Kidd – Dan Ratushny, Jason Woolley, Kevin Dahl, Joé Juneau, Todd Brost, Brad Schlegel – Adrien Plavsic, Fabian Joseph, Chris Lindberg – Dave Archibald, Steve Graves, Stéphane Roy – Kent Manderville, Randy Smith, Scott Scissons – Normand Lacombe, Eric Lindros, Curt Giles.
 Československo -  Finsko	1:1 (0:1, 1:0, 0:0)
20. prosince 1991 - Trenčín

Branky a nahrávky Československa: 23. Kamil Kašťák (Radek Ťoupal).

Branky a nahrávky Finska: 8. Juha Riihijärvi (Simo Saarinen, Jukka Vilander).

Rozhodčí: Gerhard Lichtnecker (GER) – Miloš Benek (TCH), Jaromír Brázdil (TCH)

Vyloučení: 4:6 (využití 0:0)
ČSFR: Petr Bříza – Drahomír Kadlec, Leo Gudas, Antonín Stavjaňa, Richard Šmehlík, Róbert Švehla, Miroslav Marcinko, Jiří Šlégr, Miloslav Hořava – Tomáš Jelínek, Petr Hrbek, Richard Žemlička – Otakar Janecký, Jiří Kučera, Radek Kampf – Ľubomír Kolník, Peter Veselovský, Igor Liba – Radek Ťoupal, Robert Lang, Kamil Kašťák.
Finsko: Sakari Lindfors (5. Markus Ketterer) - Arto Ruotanen, Kari Eloranta, Harri Laurila, Ville Siren, Janne Laukkanen, Simo Saarinen - Mikko Mäkelä, Mika Nieminen, Keijo Säilynoja - Jukka Vilander, Jari Lindros, Juha Riihijärvi - Pekka Tuomisto, Timo Saarikoski, Hannu Jävenpää. 
 Československo -  Finsko	5:2 (1:1, 3:0, 1:1)
22. prosince 1991 - Bratislava

Branky a nahrávky Československa: 19. Patrik Augusta (Kamil Kašťák, Jiří Šlégr), 32. Robert Lang (Jiří Šlégr), 35. Kamil Kašťák (Miloslav Hořava), 38. Veselovský (Róbert Švehla), 52. Róbert Švehla (Igor Liba).

Branky a nahrávky Finska: 9. Lindroos (Tuomisto, Erik Hämäläinen), 44. Vilander (Hannu Jävenpää).

Rozhodčí: Gerhard Lichtnecker (GER) – Miloš Benek (TCH), Jaromír Brázdil (TCH)

Vyloučení: 4:5 (využití 0:1)
ČSFR: Petr Bříza – Drahomír Kadlec, Leo Gudas, Antonín Stavjaňa, Richard Šmehlík, Róbert Švehla, Miroslav Marcinko, Jiří Šlégr, Miloslav Hořava – Tomáš Jelínek, Petr Hrbek, Richard Žemlička – Otakar Janecký, Jiří Kučera, Radek Kampf – Ľubomír Kolník, Peter Veselovský, Igor Liba – Patrik Augusta, Robert Lang, Kamil Kašťák
Finsko: Markus Ketterer - Arto Ruotanen, Kari Eloranta, Harri Laurila, Erik Hämäläinen, Timo Jutila, Simo Saarinen - Mikko Mäkelä, Mika Nieminen, Jukka Vilander - Pekka Tuomisto, Jari Lindros, Juha Riihijärvi - Timo Peltomaa, Timo Saarikoski, Keijo Säilynoja.
 Československo -  Norsko	8:1 (2:1, 2:0, 4:0)
18. dubna 1992 - Oslo

Branky Československa: 4. Richard Žemlička, 6. Martin Straka, 36. Leo Gudas, 40. Martin Straka, 41. Tomáš Jelínek, 41. Petr Hrbek, 51. Róbert Švehla, 60. Kamil Kašťák.

Branky Norska: 29. Carl Gundersen.

Rozhodčí: Vincent Moreno (SUI)

Vyloučení: 8:5
ČSFR: Petr Bříza – Drahomír Kadlec, Leo Gudas, Róbert Švehla, František Procházka, Bedřich Ščerban, Richard Šmehlík, Jiří Jonák – Petr Rosol, Robert Lang, Kamil Kašťák – Patrik Augusta, Petr Hrbek, Richard Žemlička – Tomáš Jelínek, Martin Straka, Ladislav Lubina – Roman Ryšánek, Peter Veselovský, Igor Liba
 Československo -  Norsko	7:3 (1:0, 1:2, 5:1)
19. dubna 1992 - Oslo

Branky Československa: 9. Kamil Kašťák, 32. Petr Hrbek, 45. Roman Ryšánek, 52. Patrik Augusta, 53. Igor Liba, 57. Róbert Švehla, 58. Ladislav Lubina.

Branky Norska: 34. Bjorn Bekkerud, 39. Erik Kristiansen, 51. Jon Karlstad.

Rozhodčí: Vincent Moreno (SUI)

Vyloučení: 6:6
ČSFR: Oldřich Svoboda – Drahomír Kadlec, Leo Gudas, Róbert Švehla, František Procházka, Bedřich Ščerban, Richard Šmehlík, Jiří Jonák – Martin Straka, Robert Lang, Kamil Kašťák – Patrik Augusta, Petr Hrbek, Richard Žemlička – Tomáš Jelínek, Otakar Janecký, Ladislav Lubina – Roman Ryšánek, Peter Veselovský, Igor Liba.
 Československo -  Švédsko	3:0 (0:0, 2:0, 1:0)
25. dubna 1992 - Piešťany

Branky a nahrávky Československa: 26. Robert Lang (Petr Rosol), 32. Robert Reichel (Igor Liba), 50. Ladislav Lubina (Otakar Janecký).

Rozhodčí: Johani Jokela (FIN) – Miloš Benek (TCH), Jaromír Brázdil (TCH)

Vyloučení: 6:6 (využití 1:0) navíc Mats Sundin na 5 min a do konce utkání.
ČSFR: Petr Bříza – Drahomír Kadlec, Leo Gudas, Róbert Švehla, František Procházka, Jiří Jonák, František Musil, Bedřich Ščerban, Richard Šmehlík – Tomáš Jelínek, Otakar Janecký, Ladislav Lubina – Petr Rosol, Robert Lang, Kamil Kašťák – Peter Veselovský, Igor Liba, Robert Reichel – Patrik Augusta, Martin Straka, Roman Ryšánek.
Švédsko: Tommy Söderström – Kenneth Kennholt, Arto Blomsten, Tommy Sjödin, Fredrik Stillman, Per Lundell, Joacim Esbjörs – Mats Sundin, Peter Forsberg, Patrik Carnbäck – Patric Kjellberg, Daniel Rydmark, Johan Gerpenlöv – Peter Ottosson, Lars Karlsson, Markus Näslund – Anders Huss, Jan Larsson, Roger Hansson. 
 Československo -  Francie	4:1 (1:0, 2:0, 1:1)
26. dubna 1992 - Piešťany

Branky a nahrávky Československa: 14. Tomáš Jelínek (Drahomír Kadlec), 31. František Musil (Peter Veselovský), 33. Leo Gudas (Tomáš Jelínek), 58. Róbert Švehla (Kamil Kašťák).

Branky Francie: 45. Christophe Ville.

Rozhodčí: Ján Čaprnka (TCH) – Ivan Beneš (TCH), Miloš Grúň (TCH)

Vyloučení: 8:8 (využití 3:1)
ČSFR: Oldřich Svoboda – Drahomír Kadlec (45. Jiří Jonák), Leo Gudas, Róbert Švehla, František Procházka, Jiří Jonák (21. Richard Šmehlík), František Musil – Tomáš Jelínek, Petr Rosol, Robert Lang – Kamil Kašťák, Peter Veselovský, Igor Liba – Otakar Janecký, Ladislav Lubina, Robert Reichel.
Francie: Petri Ylönen – Gerald Guennelon, Bruno Saunier, Serge Poudrier, Denis Perez, Michael Leblanc, Woodburn – Christian Pouget, Antoine Richer, Pierre Pousse – Peter Almasy, Stéphane Barin, Christophe Ville – Patrick Dunn, Benoit Laporte, Pierrick Maia – Lionel Orsolini, Yannick Goicoechea, Michael Babin.